# Bissau
Bissau är huvudstad i Guinea-Bissau. Staden ligger vid floden Gebas utmynning vid Atlanten, är landets största stad, har den största hamnen och är landets administrativa och militära centrum. Folkmängden uppgår till cirka en halv miljon invånare. Bissau utgör en autonom sektor (sector autónomo) på ungefär samma administrativa nivå som landets regioner, och är indelad i åtta mindre sektorer.

## Näringsliv
Bissau är en viktig hamnstad. I området odlas och utvinns jordnötter, hårdträd, kopra, palmolja, ris och gummi, som exporteras från Bissau. Staden har en internationell flygplats, ett universitet och ett forskningsinstitut.

## Historia
Staden grundades år 1687 av portugiser och var under 1700- och 1800-talen ett viktigt centrum för slavhandel. Staden blev först år 1942 officiell huvudstad i Portugisiska Guinea, efter Bolama, men ersattes mellan 1973 och 1974 av Madina do Boe.
Staden fick stora skador under inbördeskriget 1998-1999, och nästan hela dess befolkning flydde då staden.